# Karl Wiedergott
Karl Wiedergott (* 8. Februar 1969 in Berlin als Karl Aloysious Treaton) ist ein US-amerikanischer Schauspieler und Synchronsprecher. Wiedergott ist am bekanntesten für seine Arbeit in der Animationsserie Die Simpsons seit 1998.

## Leben
Wiedergott begann seine Karriere 1986, als er für den Film Allison Tate gecastet wurde, in dem er Scott Carroll darstellte. Kurz darauf folgten Filme wie Endlich wieder 18, Scout Academy und Steven – Die Entführung. Zudem machte er einige Gastauftritte in Serien wie Golden Girls, Star Trek: Raumschiff Voyager und Star Trek: Enterprise. Zuletzt sah man ihn in der siebten Folge der dritten Staffel von Crossing Jordan – Pathologin mit Profil. Nationale Bekanntheit erlangte er vor allem im Jahr 1998 als Sprecher bei der amerikanischen Erfolgsserie Simpsons, in der er noch heute zu hören ist.

## Filmografie
- 1986: Allison Tate (The Education of Allison Tate)
- 1988: Golden Girls
- 1988: Endlich wieder 18 (18 Again!)
- 1988: Scout Academy (The Wrong Guys)
- 1989: Steven – Die Entführung (I Know My First Name Is Steven)
- 1990: Columbo: Luzifers Schüler (Columbo Goes to College, Fernsehreihe)
- 1996: Confidence Man (The Confidence Man)
- 1999: Breakfast of Champions – Frühstück für Helden (Breakfast of Champions)
- 1999: Die Silicon Valley Story (Pirates of Silicon Valley)
- 2007: Die Simpsons – Der Film (The Simpsons Movie)